# Élections municipales de 2020 dans la Haute-Loire
Les élections municipales de 2020 dans la Haute-Loire ont lieu le 15 mars 2020 pour le premier tour et le 28 juin 2020 pour le second, initialement prévu le 22 mars, le report du second tour ayant été provoqué par la crise sanitaire liée à la pandémie de maladie à coronavirus (Covid-19).
Les informations suivantes concernent les seules communes de plus de 1 000 habitants situées dans le département de la Haute-Loire.

## Maires sortants et maires élus
Le scrutin est marqué par une stabilité politique relative. La gauche ne parvient pas à reconquérir les villes perdues en 2014 : Brives-Charensac, Monistrol-sur-Loire et Pont-Salomon. Elle poursuit son érosion avec des revers à Chadrac, Cussac-sur-Loire, Saint-Didier-en-Velay, Vals-près-le-Puy et Vieille-Brioude. Majoritaire dans le département, la droite est cependant surprise à Coubon, Dunières, Langeac, Laussonne, Le Chambon-sur-Lignon, Montfaucon-en-Velay, Retournac, Saint-Ferréol-d'Auroure et Tence. Les candidats sans étiquettes sont les grands de ce scrutin, car en plus de leurs succès face à la gauche et la droite, ils remportent Bains et Saint-Paulien. Les centristes s'imposent à Espaly-Saint-Marcel et Yssingeaux et se maintiennent à Arsac-en-Velay et Brives-Charensac. Le parti présidentiel de La République en Marche conserve Vorey. 
| Commune                                        | Population (dernière pop. légale) | Population (dernière pop. légale) | Maire sortant         | Parti | Parti | Maire élu               | Parti | Parti  |
| ---------------------------------------------- | --------------------------------- | --------------------------------- | --------------------- | ----- | ----- | ----------------------- | ----- | ------ |
| Aiguilhe                                       | 1 483                             | (2022)                            | Michel Roussel *      |       | SE    | Daniel Joubert          |       | SE     |
| Arsac-en-Velay                                 | 1 216                             | (2022)                            | Thierry Mourgues      |       | UDI   | Thierry Mourgues        |       | UDI    |
| Aurec-sur-Loire                                | 6 133                             | (2022)                            | Claude Vial           |       | DVD   | Claude Vial             |       | DVD    |
| Bains                                          | 1 387                             | (2022)                            | Michel Decolin        |       | UDI   | Gérard Fouillit         |       | SE     |
| Bas-en-Basset                                  | 4 631                             | (2022)                            | Gilles David *        |       | DVD   | Guy Jolivet             |       | DVD    |
| Beaulieu                                       | 1 071                             | (2022)                            | Yves Colomb           |       | SE    | Yves Colomb             |       | SE     |
| Beauzac                                        | 2 964                             | (2022)                            | Jean Proriol *        |       | LR    | Jean-Pierre Moncher     |       | DVD    |
| Blavozy                                        | 1 722                             | (2022)                            | Franck Paillon        |       | DVD   | Franck Paillon          |       | SE-DVD |
| Brioude                                        | 6 523                             | (2022)                            | Jean-Jacques Faucher  |       | DVD   | Jean-Luc Vachelard      |       | DVD    |
| Brives-Charensac                               | 4 242                             | (2022)                            | Gilles Delabre        |       | DVC   | Gilles Delabre          |       | DVC    |
| Chadrac                                        | 2 502                             | (2022)                            | Gérard Convert *      |       | PS    | Corinne Bringer         |       | DVD    |
| Coubon                                         | 3 137                             | (2022)                            | Adrien Défix *        |       | DVD   | Christelle Valantin     |       | SE-DVD |
| Craponne-sur-Arzon                             | 2 004                             | (2022)                            | Laurent Mirmand       |       | DVD   | Laurent Mirmand         |       | DVD    |
| Cussac-sur-Loire                               | 1 658                             | (2022)                            | Jean-Pierre Brossier  |       | PS    | Rémi Barbé              |       | SE-DVD |
| Dunières                                       | 2 623                             | (2022)                            | Robert Oudin          |       | DVD   | Pierre Durieux          |       | SE     |
| Espaly-Saint-Marcel                            | 3 574                             | (2022)                            | Jacques Volle *       |       | LR    | Christiane Mosnier      |       | DVC    |
| Grazac                                         | 1 126                             | (2022)                            | Hervé Gaillard        |       | DVD   | Hervé Gaillard          |       | SE-DVD |
| La Chapelle-d'Aurec                            | 1 111                             | (2022)                            | François Berger *     |       | DVD   | Caroline Di Vincenzo    |       | DVD    |
| La Séauve-sur-Semène                           | 1 471                             | (2022)                            | Bruno Marcon          |       | DVD   | Bruno Marcon            |       | DVD    |
| Langeac                                        | 3 433                             | (2022)                            | Marie-Thérèse Roubaud |       | LR    | Gérard Beaud            |       | DIV    |
| Lantriac                                       | 1 929                             | (2022)                            | Pierre Bresselle      |       | DVG   | Pierre Bresselle        |       | DVG    |
| Lapte                                          | 1 774                             | (2022)                            | André Defour          |       | SE    | Yohan Fanget            |       | SE     |
| Laussonne                                      | 1 019                             | (2022)                            | Pierre Gentes         |       | DVD   | Fernand Chaize          |       | SE     |
| Le Chambon-sur-Lignon                          | 2 451                             | (2022)                            | Éliane Wauquiez-Motte |       | DVD   | Jean-Michel Eyraud      |       | SE     |
| Le Monastier-sur-Gazeille                      | 1 773                             | (2022)                            | Michel Arcis          |       | DVD   | Michel Arcis            |       | DVD    |
| Le Puy-en-Velay                                | 18 989                            | (2022)                            | Michel Chapuis        |       | UDI   | Michel Chapuis          |       | UDI    |
| Lempdes-sur-Allagnon                           | 1 305                             | (2022)                            | Guy Lonjon            |       | DVG   | Guy Lonjon              |       | DVG    |
| Les Villettes                                  | 1 455                             | (2022)                            | Louis Simonnet        |       | DVG   | Marc Treveys            |       | DVG    |
| Mazet-Saint-Voy                                | 1 111                             | (2022)                            | Bernard Cotte         |       | DVG   | Alain Debard            |       | DVG    |
| Mazeyrat-d'Allier                              | 1 426                             | (2022)                            | Jean-Marie Chapon     |       | SE    | Philippe Molherat       |       | SE     |
| Monistrol-sur-Loire                            | 8 874                             | (2022)                            | Jean-Paul Lyonnet     |       | DVD   | Jean-Paul Lyonnet       |       | DVD    |
| Montfaucon-en-Velay                            | 1 136                             | (2022)                            | Jean Fayard           |       | DVD   | François-Régis Saby     |       | SE     |
| Polignac                                       | 2 827                             | (2022)                            | Jean-Paul Vigouroux   |       | DVD   | Jean-Paul Vigouroux     |       | DVD    |
| Pont-Salomon                                   | 1 861                             | (2022)                            | Laurent Coletto       |       | DVD   | David Rabeyrin          |       | DVD    |
| Retournac                                      | 2 971                             | (2022)                            | Pierre Astor          |       | DVD   | Patricia Goudard        |       | SE     |
| Riotord                                        | 1 185                             | (2022)                            | Guy Peyrard           |       | DVD   | Guy Peyrard             |       | DVD    |
| Rosières                                       | 1 536                             | (2022)                            | Adrien Gouteyron *    |       | LR    | Fanny Sabatier          |       | DVD    |
| Saint-Didier-en-Velay                          | 3 502                             | (2022)                            | Madeleine Chabanolle  |       | DVG   | Emmanuel Salgado        |       | SE     |
| Saint-Ferréol-d'Auroure                        | 2 457                             | (2022)                            | Jean-Paul Aulagnier   |       | DVD   | Roland Rivet            |       | SE     |
| Saint-Germain-Laprade                          | 3 459                             | (2022)                            | André Cornu           |       | DVG   | André Cornu             |       | DVG    |
| Saint-Julien-Chapteuil                         | 2 021                             | (2022)                            | André Ferret          |       | DVG   | André Ferret            |       | DVG    |
| Saint-Just-Malmont                             | 4 220                             | (2022)                            | Frédéric Girodet      |       | DVD   | Frédéric Girodet        |       | DVD    |
| Saint-Maurice-de-Lignon                        | 2 666                             | (2022)                            | Isabelle Servel       |       | SE    | Alain Fournier          |       | DIV    |
| Saint-Pal-de-Chalencon                         | 1 019                             | (2022)                            | Pierre Brun           |       | DVD   | Pierre Brun             |       | DVD    |
| Saint-Pal-de-Mons                              | 2 324                             | (2022)                            | Patrick Riffard       |       | DVD   | Patrick Riffard         |       | DVD    |
| Saint-Paulien                                  | 2 419                             | (2022)                            | Denis Eymard          |       | MoDem | Marie-Pierre Vincent    |       | UDI    |
| Saint-Pierre-Eynac                             | 1 250                             | (2022)                            | Raymond Abrial        |       | DVG   | Raymond Abrial          |       | DVG    |
| Saint-Romain-Lachalm                           | 1 132                             | (2022)                            | Jean-Michel Poinas    |       | DVD   | Jean-Michel Poinas      |       | DVD    |
| Saint-Vincent                                  | 1 070                             | (2022)                            | Jean-Benoît Girodet   |       | SE    | Jean-Benoît Girodet     |       | SE     |
| Sainte-Florine                                 | 3 257                             | (2022)                            | Nicole Chassin        |       | PS    | Raymond Fouret          |       | DVG    |
| Sainte-Sigolène                                | 6 060                             | (2022)                            | Dominique Freyssenet  |       | DVD   | Dominique Freyssenet    |       | DVD    |
| Sanssac-l'Église                               | 1 078                             | (2022)                            | Gilbert Peyret *      |       | SE    | Jean-Yves Beraud        |       | SE     |
| Saugues                                        | 1 664                             | (2022)                            | Michel Brun           |       | DVD   | Joël Plantin            |       | DVD    |
| Solignac-sur-Loire                             | 1 286                             | (2022)                            | Bernard Bonnal *      |       | SE    | Olivier Teyssier        |       | SE     |
| Tence                                          | 3 148                             | (2022)                            | Brigitte Renaud       |       | DVD   | David Salque-Pradier    |       | SE     |
| Vals-près-le-Puy                               | 3 392                             | (2022)                            | Alain Royet           |       | DVG   | Laurent Bernard         |       | SE     |
| Vergongheon                                    | 1 793                             | (2022)                            | Jean-Paul Pastourel   |       | DVG   | Jean-Paul Pastourel     |       | DVG    |
| Vieille-Brioude                                | 1 245                             | (2022)                            | Christelle Baylot     |       | DVG   | Roland-Pierre Chareyron |       | SE     |
| Vorey                                          | 1 466                             | (2022)                            | Cécile Gallien        |       | LREM  | Cécile Gallien          |       | LREM   |
| Yssingeaux                                     | 7 380                             | (2022)                            | Bernard Gallot        |       | DVD   | Pierre Liogier          |       | DVC    |
| * maire sortant ne se représentant pas en 2020 |                                   |                                   |                       |       |       |                         |       |        |

### Résultats en nombre de maires
| Partis               | Partis                               | Maires sortants | Maires élus | Évolution     |
| -------------------- | ------------------------------------ | --------------- | ----------- | ------------- |
|                      | Parti socialiste                     | 3               | 0           | 3             |
|                      | Divers gauche                        | 11              | 9           | 2             |
| Total gauche         | Total gauche                         | 14              | 9           | 5             |
|                      | Les Républicains                     | 4               | 0           | 4             |
|                      | Union des démocrates et indépendants | 3               | 2           | 1             |
|                      | Divers droite                        | 26              | 19          | 7             |
| Total droite         | Total droite                         | 33              | 21          | 12            |
|                      | Divers centre                        | 1               | 3           | 2             |
|                      | Mouvement démocrate                  | 1               | 0           | 1             |
|                      | La République en marche              | 1               | 1           | en stagnation |
| Total centre         | Total centre                         | 3               | 4           | 1             |
|                      | Sans étiquette                       | 10              | 26          | 16            |
| Total sans étiquette | Total sans étiquette                 | 10              | 26          | 16            |
| Total                | Total                                | 60              | 60          | -             |

## Résultats dans les communes de plus de1 000 habitants
Un arrêté de la préfecture de la Haute-Loire en date du 2 janvier 2020 rappelle le nombre de conseillers municipaux et communautaires à élire par commune.

### Aiguilhe
- Maire sortant : Michel Roussel
- 19 sièges à pourvoir au conseil municipal (population légale 2017 : 1 511 habitants)
- 1 siège à pourvoir au conseil communautaire (CA du Puy-en-Velay)

|                          |                          |                          |              |              |        |        |  |  |  |
| Tête de liste            | Tête de liste            | Liste                    | Premier tour | Premier tour | Sièges | Sièges |  |  |  |
| Tête de liste            | Tête de liste            | Liste                    | Voix         | %            | CM     | CC     |  |  |  |
|                          | Daniel Joubert           | SE                       | 376          | 100          | 19     | 1      |  |  |  |
|                          |                          |                          |              |              |        |        |  |  |  |
| Votes valides            | Votes valides            | Votes valides            | 376          | 91,04        |        |        |  |  |  |
| Votes blancs             | Votes blancs             | Votes blancs             | 10           | 2,42         |        |        |  |  |  |
| Votes nuls               | Votes nuls               | Votes nuls               | 27           | 6,54         |        |        |  |  |  |
| Total                    | Total                    | Total                    | 413          | 100          | 19     | 1      |  |  |  |
| Abstention               | Abstention               | Abstention               | 773          | 65,18        |        |        |  |  |  |
| Inscrits / participation | Inscrits / participation | Inscrits / participation | 1 186        | 34,82        |        |        |  |  |  |

### Arsac-en-Velay
- Maire sortant : Thierry Mourgues
- 15 sièges à pourvoir au conseil municipal (population légale 2017 : 1 208 habitants)
- 1 siège à pourvoir au conseil communautaire (CA du Puy-en-Velay)

|                          |                          |                          |              |              |        |        |  |  |  |
| Tête de liste            | Tête de liste            | Liste                    | Premier tour | Premier tour | Sièges | Sièges |  |  |  |
| Tête de liste            | Tête de liste            | Liste                    | Voix         | %            | CM     | CC     |  |  |  |
|                          | Thierry Mourgues         | DVD                      | 406          | 100          | 15     | 1      |  |  |  |
|                          |                          |                          |              |              |        |        |  |  |  |
| Votes valides            | Votes valides            | Votes valides            | 406          | 90,83        |        |        |  |  |  |
| Votes blancs             | Votes blancs             | Votes blancs             | 11           | 2,46         |        |        |  |  |  |
| Votes nuls               | Votes nuls               | Votes nuls               | 30           | 6,71         |        |        |  |  |  |
| Total                    | Total                    | Total                    | 447          | 100          | 15     | 1      |  |  |  |
| Abstention               | Abstention               | Abstention               | 477          | 51,62        |        |        |  |  |  |
| Inscrits / participation | Inscrits / participation | Inscrits / participation | 924          | 48,38        |        |        |  |  |  |

### Aurec-sur-Loire
- Maire sortant : Claude Vial (DVD)
- 29 sièges à pourvoir au conseil municipal (population légale 2017 : 6 111 habitants)
- 8 sièges à pourvoir au conseil communautaire (CC Loire et Semène)

|               |               |             |              |              |        |        |  |  |  |
| Tête de liste | Tête de liste | Liste       | Premier tour | Premier tour | Sièges | Sièges |  |  |  |
| Tête de liste | Tête de liste | Liste       | Voix         | %            | CM     | CC     |  |  |  |
|               | Claude Vial   | DVD         | 1 138        | 53,57        | 23     | 6      |  |  |  |
|               | Yvon Valeyre  | DVD         | 986          | 46,42        | 6      | 2      |  |  |  |
|               |               |             |              |              |        |        |  |  |  |
| Inscrits      | Inscrits      | Inscrits    | 4 470        | 100,00       |        |        |  |  |  |
| Abstentions   | Abstentions   | Abstentions | 2 245        | 50,22        |        |        |  |  |  |
| Votants       | Votants       | Votants     | 2 225        | 49,78        |        |        |  |  |  |
| Blancs        | Blancs        | Blancs      | 50           | 2,25         |        |        |  |  |  |
| Nuls          | Nuls          | Nuls        | 51           | 2,29         |        |        |  |  |  |
| Exprimés      | Exprimés      | Exprimés    | 2 124        | 95,46        |        |        |  |  |  |

### Bains
- Maire sortant : Michel Decolin
- 15 sièges à pourvoir au conseil municipal (population légale 2017 : 1 353 habitants)
- 1 siège à pourvoir au conseil communautaire (CA du Puy-en-Velay)

| Tête de liste            | Tête de liste            | Liste                    | Premier tour | Premier tour | Sièges | Sièges |  |
| Tête de liste            | Tête de liste            | Liste                    | Voix         | %            | CM     | CC     |  |
| ------------------------ | ------------------------ | ------------------------ | ------------ | ------------ | ------ | ------ |  |
|                          | SE                       | Gérard Fouillit          | 318          | 100,00       | 15     | 1      |  |
|                          |                          |                          |              |              |        |        |  |
| Votes valides            | Votes valides            | Votes valides            | 318          | 71,62        |        |        |  |
| Votes blancs             | Votes blancs             | Votes blancs             | 26           | 5,86         |        |        |  |
| Votes nuls               | Votes nuls               | Votes nuls               | 100          | 22,52        |        |        |  |
| Total                    | Total                    | Total                    | 444          | 100          | 15     | 1      |  |
| Abstention               | Abstention               | Abstention               | 554          | 55,51        |        |        |  |
| Inscrits / participation | Inscrits / participation | Inscrits / participation | 998          | 44,49        |        |        |  |

### Bas-en-Basset
- Maire sortant : Gilles David (ne se représente pas)
- 27 sièges à pourvoir au conseil municipal (population légale 2017 : 4 348 habitants)
- 7 sièges à pourvoir au conseil communautaire (CC Marches du Velay-Rochebaron)

|                          |                            |                          |              |              |             |             |        |        |  |
| Tête de liste            | Tête de liste              | Liste                    | Premier tour | Premier tour | Second tour | Second tour | Sièges | Sièges |  |
| Tête de liste            | Tête de liste              | Liste                    | Voix         | %            | Voix        | %           | CM     | CC     |  |
|                          | Guy Jolivet                | DVD                      | 786          | 44,68        | 925         | 54,22       | 21     | 6      |  |
|                          | Christine Fournier-Chollet | DVG                      | 488          | 27,74        | 384         | 22,50       | 3      | 0      |  |
|                          | Paul Bourgin-Barel         | LR                       | 485          | 27,57        | 397         | 23,27       | 3      | 1      |  |
|                          |                            |                          |              |              |             |             |        |        |  |
| Votes valides            | Votes valides              | Votes valides            | 1 759        | 97,56        | 1 706       | 98,10       |        |        |  |
| Votes blancs             | Votes blancs               | Votes blancs             | 18           | 1,00         | 13          | 0,75        |        |        |  |
| Votes nuls               | Votes nuls                 | Votes nuls               | 26           | 1,44         | 20          | 1,15        |        |        |  |
| Total                    | Total                      | Total                    | 1 803        | 100          | 1 739       | 100         | 27     | 7      |  |
| Abstention               | Abstention                 | Abstention               | 1 646        | 47,72        | 1 705       | 49,51       |        |        |  |
| Inscrits / participation | Inscrits / participation   | Inscrits / participation | 3 449        | 52,28        | 3 444       | 50,49       |        |        |  |

### Beaulieu
- Maire sortant : Yves Colomb
- 15 sièges à pourvoir au conseil municipal (population légale 2017 : 1 029 habitants)
- 1 siège à pourvoir au conseil communautaire (CA du Puy-en-Velay)

|                          | Yves Colomb              |                          | 406 | 100,00 | 15 | 1 |  |  |
|                          |                          |                          |     |        |    |   |  |  |
| Votes valides            | Votes valides            | Votes valides            | 406 | 88,84  |    |   |  |  |
| Votes blancs             | Votes blancs             | Votes blancs             | 3   | 0,66   |    |   |  |  |
| Votes nuls               | Votes nuls               | Votes nuls               | 48  | 10,50  |    |   |  |  |
| Total                    | Total                    | Total                    | 457 | 100    | 15 | 1 |  |  |
| Abstention               | Abstention               | Abstention               | 334 | 42,23  |    |   |  |  |
| Inscrits / participation | Inscrits / participation | Inscrits / participation | 791 | 57,77  |    |   |  |  |

### Beauzac
- Maire sortant : Jean Proriol (LR)
- 23 sièges à pourvoir au conseil municipal (population légale 2017 : 2 936 habitants)
- 4 sièges à pourvoir au conseil communautaire (CC Marches du Velay-Rochebaron)

|             | Jean-Pierre Moncher | DVD         | 844   | 65,32  | 19 | 3 |  |  |
|             | Jeanine Gessen      | DVD         | 448   | 34,67  | 4  | 1 |  |  |
|             |                     |             |       |        |    |   |  |  |
| Inscrits    | Inscrits            | Inscrits    | 2 184 | 100,00 |    |   |  |  |
| Abstentions | Abstentions         | Abstentions | 855   | 39,15  |    |   |  |  |
| Votants     | Votants             | Votants     | 1 329 | 60,85  |    |   |  |  |
| Blancs      | Blancs              | Blancs      | 21    | 1,58   |    |   |  |  |
| Nuls        | Nuls                | Nuls        | 16    | 1,20   |    |   |  |  |
| Exprimés    | Exprimés            | Exprimés    | 1 292 | 97,22  |    |   |  |  |

### Blavozy
- Maire sortant : Franck Paillon
- 19 sièges à pourvoir au conseil municipal (population légale 2017 : 1 656 habitants)
- 1 siège à pourvoir au conseil communautaire (CA du Puy-en-Velay)

|                          | Franck Paillon           | SE                       | 472   | 100   | 19 | 1 |  |  |
|                          |                          |                          |       |       |    |   |  |  |
| Votes valides            | Votes valides            | Votes valides            | 472   | 85,66 |    |   |  |  |
| Votes blancs             | Votes blancs             | Votes blancs             | 18    | 3,27  |    |   |  |  |
| Votes nuls               | Votes nuls               | Votes nuls               | 61    | 11,07 |    |   |  |  |
| Total                    | Total                    | Total                    | 551   | 100   | 19 | 1 |  |  |
| Abstention               | Abstention               | Abstention               | 796   | 59,00 |    |   |  |  |
| Inscrits / participation | Inscrits / participation | Inscrits / participation | 1 344 | 41,00 |    |   |  |  |

### Brioude
- Maire sortant : Jean-Jacques Faucher (DVD)
- 29 sièges à pourvoir au conseil municipal (population légale 2017 : 6 721 habitants)
- 15 sièges à pourvoir au conseil communautaire (CC Brioude Sud Auvergne)

|             | Jean-Luc Vachelard        | DVD         | 1 173 | 55,04  | 23 | 12 |  |  |
|             | Juliette Tilliard-Blondel | DVG         | 958   | 44,95  | 6  | 3  |  |  |
|             |                           |             |       |        |    |    |  |  |
| Inscrits    | Inscrits                  | Inscrits    | 4 887 | 100,00 |    |    |  |  |
| Abstentions | Abstentions               | Abstentions | 2 652 | 54,27  |    |    |  |  |
| Votants     | Votants                   | Votants     | 2 235 | 45,73  |    |    |  |  |
| Blancs      | Blancs                    | Blancs      | 30    | 1,34   |    |    |  |  |
| Nuls        | Nuls                      | Nuls        | 74    | 3,31   |    |    |  |  |
| Exprimés    | Exprimés                  | Exprimés    | 2 131 | 95,35  |    |    |  |  |

### Brives-Charensac
- Maire sortant : Gilles Delabre
- 27 sièges à pourvoir au conseil municipal (population légale 2017 : 4 085 habitants)
- 3 sièges à pourvoir au conseil communautaire (CA du Puy-en-Velay)

|                          | Gilles Delabre,          | DVC                      | 936   | 100,00 | 27 | 3 |  |  |
|                          |                          |                          |       |        |    |   |  |  |
| Votes valides            | Votes valides            | Votes valides            | 936   | 86,99  |    |   |  |  |
| Votes blancs             | Votes blancs             | Votes blancs             | 41    | 3,81   |    |   |  |  |
| Votes nuls               | Votes nuls               | Votes nuls               | 99    | 9,20   |    |   |  |  |
| Total                    | Total                    | Total                    | 1 076 | 100    | 27 | 3 |  |  |
| Abstention               | Abstention               | Abstention               | 1 841 | 63,11  |    |   |  |  |
| Inscrits / participation | Inscrits / participation | Inscrits / participation | 2 917 | 36,89  |    |   |  |  |

### Chadrac
- Maire sortant : Gérard Convert
- 23 sièges à pourvoir au conseil municipal (population légale 2017 : 2 516 habitants)
- 2 sièges à pourvoir au conseil communautaire (CA du Puy-en-Velay)

|                          | Corinne Bringer          |                          | 790   | 75,59 | 21 | 2 |  |  |
|                          | Michel Léger             |                          | 255   | 24,40 | 2  | 0 |  |  |
|                          |                          |                          |       |       |    |   |  |  |
| Votes valides            | Votes valides            | Votes valides            | 1 045 | 95,00 |    |   |  |  |
| Votes blancs             | Votes blancs             | Votes blancs             | 24    | 2,18  |    |   |  |  |
| Votes nuls               | Votes nuls               | Votes nuls               | 31    | 2,82  |    |   |  |  |
| Total                    | Total                    | Total                    | 1 100 | 100   | 23 | 2 |  |  |
| Abstention               | Abstention               | Abstention               | 847   | 43,50 |    |   |  |  |
| Inscrits / participation | Inscrits / participation | Inscrits / participation | 1 947 | 56,50 |    |   |  |  |

### Coubon
- Maire sortant : Adrien Défix
- 23 sièges à pourvoir au conseil municipal (population légale 2017 : 3 243 habitants)
- 2 sièges à pourvoir au conseil communautaire (CA du Puy-en-Velay)

|                          | Christelle Valantin      |                          | 745   | 100,00 | 23 | 2 |  |  |
|                          |                          |                          |       |        |    |   |  |  |
| Votes valides            | Votes valides            | Votes valides            | 745   | 86,13  |    |   |  |  |
| Votes blancs             | Votes blancs             | Votes blancs             | 50    | 5,78   |    |   |  |  |
| Votes nuls               | Votes nuls               | Votes nuls               | 70    | 8,09   |    |   |  |  |
| Total                    | Total                    | Total                    | 865   | 100    | 23 | 2 |  |  |
| Abstention               | Abstention               | Abstention               | 1 708 | 66,38  |    |   |  |  |
| Inscrits / participation | Inscrits / participation | Inscrits / participation | 2 573 | 33,62  |    |   |  |  |

### Craponne-sur-Arzon
- Maire sortant : Laurent Mirmand
- 19 sièges à pourvoir au conseil municipal (population légale 2017 : 1 982 habitants)
- 1 siège à pourvoir au conseil communautaire (CA du Puy-en-Velay)

|                          | Laurent Mirmand          | DVD                      | 524   | 100,00 | 19 | 1 |  |  |
|                          |                          |                          |       |        |    |   |  |  |
| Votes valides            | Votes valides            | Votes valides            | 524   | 88,81  |    |   |  |  |
| Votes blancs             | Votes blancs             | Votes blancs             | 21    | 3,56   |    |   |  |  |
| Votes nuls               | Votes nuls               | Votes nuls               | 45    | 7,63   |    |   |  |  |
| Total                    | Total                    | Total                    | 590   | 100    | 19 | 1 |  |  |
| Abstention               | Abstention               | Abstention               | 920   | 60,93  |    |   |  |  |
| Inscrits / participation | Inscrits / participation | Inscrits / participation | 1 510 | 39,07  |    |   |  |  |

### Cussac-sur-Loire
- Maire sortant : Jean-Pierre Brossier
- 19 sièges à pourvoir au conseil municipal (population légale 2017 : 1 710 habitants)
- 1 siège à pourvoir au conseil communautaire (CA du Puy-en-Velay)

|                          | Rémi Barbé               |                          | 554   | 100,00 | 19 | 1 |  |  |
|                          |                          |                          |       |        |    |   |  |  |
| Votes valides            | Votes valides            | Votes valides            | 554   | 92,18  |    |   |  |  |
| Votes blancs             | Votes blancs             | Votes blancs             | 10    | 1,66   |    |   |  |  |
| Votes nuls               | Votes nuls               | Votes nuls               | 37    | 6,16   |    |   |  |  |
| Total                    | Total                    | Total                    | 601   | 100    | 19 | 1 |  |  |
| Abstention               | Abstention               | Abstention               | 745   | 55,35  |    |   |  |  |
| Inscrits / participation | Inscrits / participation | Inscrits / participation | 1 346 | 44,65  |    |   |  |  |

### Dunières
- Maire sortant : Robert Oudin
- 23 sièges à pourvoir au conseil municipal (population légale 2017 : 2 787 habitants)
- 9 sièges à pourvoir au conseil communautaire (Haut Pays du Velay communauté)

|                          | Pierre Durieux           |                          | 638   | 52,25 | 18 | 8 |  |  |
|                          | Robert Vallat            |                          | 421   | 34,47 | 4  | 1 |  |  |
|                          | Marie-Laure Oudin        |                          | 162   | 13,26 | 1  | 0 |  |  |
|                          |                          |                          |       |       |    |   |  |  |
| Votes valides            | Votes valides            | Votes valides            | 1 221 | 96,67 |    |   |  |  |
| Votes blancs             | Votes blancs             | Votes blancs             | 9     | 0,71  |    |   |  |  |
| Votes nuls               | Votes nuls               | Votes nuls               | 33    | 2,61  |    |   |  |  |
| Total                    | Total                    | Total                    | 1 263 | 100   | 23 | 9 |  |  |
| Abstention               | Abstention               | Abstention               | 784   | 38,30 |    |   |  |  |
| Inscrits / participation | Inscrits / participation | Inscrits / participation | 2 047 | 61,70 |    |   |  |  |

### Espaly-Saint-Marcel
- Maire sortant : Jacques Volle (LR)
- 27 sièges à pourvoir au conseil municipal (population légale 2017 : 3 513 habitants)
- 2 sièges à pourvoir au conseil communautaire (CA du Puy-en-Velay)

| Tête de liste            | Tête de liste            | Liste                    | Premier tour | Premier tour | Second tour | Second tour | Sièges | Sièges |
| Tête de liste            | Tête de liste            | Liste                    | Voix         | %            | Voix        | %           | CM     | CC     |
| ------------------------ | ------------------------ | ------------------------ | ------------ | ------------ | ----------- | ----------- | ------ | ------ |
|                          | Christiane Mosnier       | DVC                      | 502          | 43,69        | 649         | 52,93       | 21     | 2      |
|                          | Christian Flandin        | DVC                      | 424          | 36,90        | 420         | 34,25       | 5      | 0      |
|                          | Josiane Mialon           | DVG                      | 223          | 19,40        | 157         | 12,80       | 1      | 0      |
|                          |                          |                          |              |              |             |             |        |        |
| Votes valides            | Votes valides            | Votes valides            | 1 149        | 97,95        | 1 226       | 98,55       |        |        |
| Votes blancs             | Votes blancs             | Votes blancs             | 12           | 1,02         | 8           | 0,64        |        |        |
| Votes nuls               | Votes nuls               | Votes nuls               | 12           | 1,02         | 10          | 0,80        |        |        |
| Total                    | Total                    | Total                    | 1 173        | 100          | 1 244       | 100         | 27     | 2      |
| Abstention               | Abstention               | Abstention               | 1 253        | 51,65        | 1 185       | 48,79       |        |        |
| Inscrits / participation | Inscrits / participation | Inscrits / participation | 2 426        | 48,35        | 2 429       | 51,21       |        |        |

### Grazac
- Maire sortant : Hervé Gaillard
- 15 sièges à pourvoir au conseil municipal (population légale 2017 : 1 063 habitants)
- 2 sièges à pourvoir au conseil communautaire (CC des Sucs)

|                          | Hervé Gaillard           | SE                       | 413 | 100,00 | 15 | 2 |  |  |
|                          |                          |                          |     |        |    |   |  |  |
| Votes valides            | Votes valides            | Votes valides            | 413 | 84,46  |    |   |  |  |
| Votes blancs             | Votes blancs             | Votes blancs             | 28  | 5,73   |    |   |  |  |
| Votes nuls               | Votes nuls               | Votes nuls               | 48  | 9,82   |    |   |  |  |
| Total                    | Total                    | Total                    | 489 | 100    | 15 | 2 |  |  |
| Abstention               | Abstention               | Abstention               | 398 | 44,87  |    |   |  |  |
| Inscrits / participation | Inscrits / participation | Inscrits / participation | 887 | 55,13  |    |   |  |  |

### La Chapelle-d'Aurec
- Maire sortant : François Berger
- 15 sièges à pourvoir au conseil municipal (population légale 2017 : 1 019 habitants)
- 2 sièges à pourvoir au conseil communautaire (CC Marches du Velay-Rochebaron)

|                          | Caroline Di Vincenzo     | DVD                      | 351 | 100,00 | 15 | 2 |  |  |
|                          |                          |                          |     |        |    |   |  |  |
| Votes valides            | Votes valides            | Votes valides            | 351 | 92,13  |    |   |  |  |
| Votes blancs             | Votes blancs             | Votes blancs             | 10  | 2,62   |    |   |  |  |
| Votes nuls               | Votes nuls               | Votes nuls               | 20  | 5,25   |    |   |  |  |
| Total                    | Total                    | Total                    | 381 | 100    | 15 | 2 |  |  |
| Abstention               | Abstention               | Abstention               | 353 | 48,09  |    |   |  |  |
| Inscrits / participation | Inscrits / participation | Inscrits / participation | 734 | 51,91  |    |   |  |  |

### La Séauve-sur-Semène
- Maire sortant : Bruno Marcon
- 15 sièges à pourvoir au conseil municipal (population légale 2017 : 1 470 habitants)
- 2 sièges à pourvoir au conseil communautaire (CC Loire et Semène)

|                          | Bruno Marcon             | DVD                      | 355 | 100,00 | 15 | 2 |  |  |
|                          |                          |                          |     |        |    |   |  |  |
| Votes valides            | Votes valides            | Votes valides            | 355 | 84,12  |    |   |  |  |
| Votes blancs             | Votes blancs             | Votes blancs             | 18  | 4,27   |    |   |  |  |
| Votes nuls               | Votes nuls               | Votes nuls               | 49  | 11,61  |    |   |  |  |
| Total                    | Total                    | Total                    | 422 | 100    | 15 | 2 |  |  |
| Abstention               | Abstention               | Abstention               | 532 | 55,77  |    |   |  |  |
| Inscrits / participation | Inscrits / participation | Inscrits / participation | 954 | 44,23  |    |   |  |  |

### Langeac
- Maire sortant : Marie-Thérèse Roubaud
- 27 sièges à pourvoir au conseil municipal (population légale 2017 : 3 662 habitants)
- 14 sièges à pourvoir au conseil communautaire (CC des Rives du Haut Allier)

| Tête de liste            | Tête de liste            | Liste                    | Premier tour | Premier tour | Second tour | Second tour | Sièges | Sièges |
| Tête de liste            | Tête de liste            | Liste                    | Voix         | %            | Voix        | %           | CM     | CC     |
| ------------------------ | ------------------------ | ------------------------ | ------------ | ------------ | ----------- | ----------- | ------ | ------ |
|                          | Gérard Beaud             | DIV                      | 728          | 46,75        | 692         | 42,74       | 20     | 10     |
|                          | Franck Noël-Baron        | DVG                      | 448          | 28,77        | 557         | 34,40       | 4      | 3      |
|                          | Marie-Thérèse Roubaud    | LR                       | 323          | 20,74        | 370         | 22,85       | 3      | 1      |
|                          | Michel Pagès             | DVC                      | 58           | 3,72         |             |             | 0      | 0      |
|                          |                          |                          |              |              |             |             |        |        |
| Votes valides            | Votes valides            | Votes valides            | 1 557        | 96,71        | 1 619       | 96,54       |        |        |
| Votes blancs             | Votes blancs             | Votes blancs             | 22           | 1,37         | 22          | 1,31        |        |        |
| Votes nuls               | Votes nuls               | Votes nuls               | 31           | 1,93         | 36          | 2,15        |        |        |
| Total                    | Total                    | Total                    | 1 610        | 100          | 1 677       | 100         | 27     | 14     |
| Abstention               | Abstention               | Abstention               | 1 177        | 42,23        | 1 110       | 39,83       |        |        |
| Inscrits / participation | Inscrits / participation | Inscrits / participation | 2 787        | 57,77        | 2 787       | 60,17       |        |        |

### Lantriac
- Maire sortant : Pierre Bresselle
- 19 sièges à pourvoir au conseil municipal (population légale 2017 : 1 928 habitants)
- 6 sièges à pourvoir au conseil communautaire (CC Mézenc-Loire-Meygal)

|                          | Pierre Bresselle         | DVG                      | 524   | 100,00 | 19 | 6 |  |  |
|                          |                          |                          |       |        |    |   |  |  |
| Votes valides            | Votes valides            | Votes valides            | 524   | 85,90  |    |   |  |  |
| Votes blancs             | Votes blancs             | Votes blancs             | 19    | 3,11   |    |   |  |  |
| Votes nuls               | Votes nuls               | Votes nuls               | 67    | 10,98  |    |   |  |  |
| Total                    | Total                    | Total                    | 610   | 100    | 19 | 6 |  |  |
| Abstention               | Abstention               | Abstention               | 892   | 59,39  |    |   |  |  |
| Inscrits / participation | Inscrits / participation | Inscrits / participation | 1 502 | 40,61  |    |   |  |  |

### Lapte
- Maire sortant : André Defour
- 19 sièges à pourvoir au conseil municipal (population légale 2017 : 1 715 habitants)
- 3 sièges à pourvoir au conseil communautaire (CC des Sucs)

|                          | Yohan Fanget             |                          | 372   | 100,00 | 19 | 3 |  |  |
|                          |                          |                          |       |        |    |   |  |  |
| Votes valides            | Votes valides            | Votes valides            | 372   | 69,40  |    |   |  |  |
| Votes blancs             | Votes blancs             | Votes blancs             | 19    | 3,54   |    |   |  |  |
| Votes nuls               | Votes nuls               | Votes nuls               | 145   | 27,05  |    |   |  |  |
| Total                    | Total                    | Total                    | 536   | 100    | 19 | 3 |  |  |
| Abstention               | Abstention               | Abstention               | 886   | 62,31  |    |   |  |  |
| Inscrits / participation | Inscrits / participation | Inscrits / participation | 1 422 | 37,69  |    |   |  |  |

### Laussonne
- Maire sortant : Pierre Gentes
- 15 sièges à pourvoir au conseil municipal (population légale 2017 : 1 010 habitants)
- 3 sièges à pourvoir au conseil communautaire (CC Mézenc-Loire-Meygal)

|                          | Fernand Chaize           |                          | 311 | 55,63 | 12 | 2 |  |  |
|                          | Alain Sabatier           |                          | 248 | 44,36 | 3  | 1 |  |  |
|                          |                          |                          |     |       |    |   |  |  |
| Votes valides            | Votes valides            | Votes valides            | 559 | 95,56 |    |   |  |  |
| Votes blancs             | Votes blancs             | Votes blancs             | 6   | 1,03  |    |   |  |  |
| Votes nuls               | Votes nuls               | Votes nuls               | 20  | 3,42  |    |   |  |  |
| Total                    | Total                    | Total                    | 585 | 100   | 15 | 3 |  |  |
| Abstention               | Abstention               | Abstention               | 271 | 31,66 |    |   |  |  |
| Inscrits / participation | Inscrits / participation | Inscrits / participation | 856 | 68,34 |    |   |  |  |

### Le Chambon-sur-Lignon
- Maire sortant : Éliane Wauquiez-Motte
- 19 sièges à pourvoir au conseil municipal (population légale 2017 : 2 470 habitants)
- 7 sièges à pourvoir au conseil communautaire (CC du Haut-Lignon)

| Tête de liste            | Tête de liste            | Liste                    | Premier tour | Premier tour | Second tour | Second tour | Sièges | Sièges |
| Tête de liste            | Tête de liste            | Liste                    | Voix         | %            | Voix        | %           | CM     | CC     |
| ------------------------ | ------------------------ | ------------------------ | ------------ | ------------ | ----------- | ----------- | ------ | ------ |
|                          | Jean-Michel Eyraud       |                          | 529          | 43,57        | 677         | 54,55       | 15     | 6      |
|                          | Frédéric André           |                          | 383          | 31,54        | 564         | 45,44       | 4      | 1      |
|                          | Nathalie Rousset         |                          | 302          | 24,87        | Retrait     | Retrait     | 0      | 0      |
|                          |                          |                          |              |              |             |             |        |        |
| Votes valides            | Votes valides            | Votes valides            | 1 214        | 98,86        | 1 241       | 95,98       |        |        |
| Votes blancs             | Votes blancs             | Votes blancs             | 5            | 0,41         | 32          | 2,47        |        |        |
| Votes nuls               | Votes nuls               | Votes nuls               | 9            | 0,73         | 20          | 1,55        |        |        |
| Total                    | Total                    | Total                    | 1 228        | 100          | 1 293       | 100         | 19     | 7      |
| Abstention               | Abstention               | Abstention               | 1 036        | 45,76        | 962         | 42,66       |        |        |
| Inscrits / participation | Inscrits / participation | Inscrits / participation | 2 264        | 54,24        | 2 255       | 57,34       |        |        |

### Le Monastier-sur-Gazeille
- Maire sortant : Michel Arcis
- 19 sièges à pourvoir au conseil municipal (population légale 2017 : 1 789 habitants)
- 5 sièges à pourvoir au conseil communautaire (CC Mézenc-Loire-Meygal)

|                          | Michel Arcis ,           | DVD                      | 514   | 100,00 | 19 | 5 |  |  |
|                          |                          |                          |       |        |    |   |  |  |
| Votes valides            | Votes valides            | Votes valides            | 514   | 82,77  |    |   |  |  |
| Votes blancs             | Votes blancs             | Votes blancs             | 34    | 5,48   |    |   |  |  |
| Votes nuls               | Votes nuls               | Votes nuls               | 73    | 11,76  |    |   |  |  |
| Total                    | Total                    | Total                    | 621   | 100    | 19 | 5 |  |  |
| Abstention               | Abstention               | Abstention               | 696   | 52,85  |    |   |  |  |
| Inscrits / participation | Inscrits / participation | Inscrits / participation | 1 317 | 47,15  |    |   |  |  |

### Le Puy-en-Velay
- Maire sortant : Michel Chapuis
- 33 sièges à pourvoir au conseil municipal (population légale 2017 : 18 995 habitants)
- 15 sièges à pourvoir au conseil communautaire (CA du Puy-en-Velay)

|             | Michel Chapuis,             | UDI         | 2 693  | 55,25  | 26 | 12 |  |  |
|             | Laurent Johanny             | PS-PCF-EELV | 1 355  | 27,80  | 4  | 2  |  |  |
|             | Catherine Granier-Chevassus | LREM        | 826    | 16,95  | 3  | 1  |  |  |
|             |                             |             |        |        |    |    |  |  |
| Inscrits    | Inscrits                    | Inscrits    | 12 191 | 100,00 |    |    |  |  |
| Abstentions | Abstentions                 | Abstentions | 7 165  | 58,77  |    |    |  |  |
| Votants     | Votants                     | Votants     | 5 026  | 41,23  |    |    |  |  |
| Blancs      | Blancs                      | Blancs      | 64     | 1,27   |    |    |  |  |
| Nuls        | Nuls                        | Nuls        | 88     | 1,75   |    |    |  |  |
| Exprimés    | Exprimés                    | Exprimés    | 4 874  | 96,98  |    |    |  |  |

### Lempdes-sur-Allagnon
- Maire sortant : Guy Lonjon
- 15 sièges à pourvoir au conseil municipal (population légale 2017 : 1 342 habitants)
- 5 sièges à pourvoir au conseil communautaire (CC Auzon Communauté)

|                          | Guy Lonjon               | DVG                      | 328 | 63,56 | 13 | 4 |  |  |
|                          | Gaëtan Thonat            |                          | 188 | 36,43 | 2  | 1 |  |  |
|                          |                          |                          |     |       |    |   |  |  |
| Votes valides            | Votes valides            | Votes valides            | 516 | 95,56 |    |   |  |  |
| Votes blancs             | Votes blancs             | Votes blancs             | 14  | 2,59  |    |   |  |  |
| Votes nuls               | Votes nuls               | Votes nuls               | 10  | 1,85  |    |   |  |  |
| Total                    | Total                    | Total                    | 540 | 100   | 15 | 5 |  |  |
| Abstention               | Abstention               | Abstention               | 417 | 43,57 |    |   |  |  |
| Inscrits / participation | Inscrits / participation | Inscrits / participation | 957 | 56,43 |    |   |  |  |

### Les Villettes
- Maire sortant : Louis Simonnet
- 15 sièges à pourvoir au conseil municipal (population légale 2017 : 1 423 habitants)
- 2 sièges à pourvoir au conseil communautaire (CC Marches du Velay-Rochebaron)

|                          | Marc Treveys             |                          | 340   | 100,00 | 15 | 2 |  |  |
|                          |                          |                          |       |        |    |   |  |  |
| Votes valides            | Votes valides            | Votes valides            | 340   | 84,79  |    |   |  |  |
| Votes blancs             | Votes blancs             | Votes blancs             | 31    | 7,73   |    |   |  |  |
| Votes nuls               | Votes nuls               | Votes nuls               | 30    | 7,48   |    |   |  |  |
| Total                    | Total                    | Total                    | 401   | 100    | 15 | 2 |  |  |
| Abstention               | Abstention               | Abstention               | 617   | 60,61  |    |   |  |  |
| Inscrits / participation | Inscrits / participation | Inscrits / participation | 1 018 | 39,39  |    |   |  |  |

### Mazet-Saint-Voy
- Maire sortant : Bernard Cotte
- 15 sièges à pourvoir au conseil municipal (population légale 2017 : 1 109 habitants)
- 4 sièges à pourvoir au conseil communautaire (CC du Haut-Lignon)

|                          | Alain Debard             |                          | 367 | 100,00 | 15 | 4 |  |  |
|                          |                          |                          |     |        |    |   |  |  |
| Votes valides            | Votes valides            | Votes valides            | 367 | 91,52  |    |   |  |  |
| Votes blancs             | Votes blancs             | Votes blancs             | 7   | 1,75   |    |   |  |  |
| Votes nuls               | Votes nuls               | Votes nuls               | 27  | 6,73   |    |   |  |  |
| Total                    | Total                    | Total                    | 401 | 100    | 15 | 4 |  |  |
| Abstention               | Abstention               | Abstention               | 590 | 59,54  |    |   |  |  |
| Inscrits / participation | Inscrits / participation | Inscrits / participation | 991 | 40,46  |    |   |  |  |

### Mazeyrat-d'Allier
- Maire sortant : Jean-Marie Chapon
- 15 sièges à pourvoir au conseil municipal (population légale 2017 : 1 480 habitants)
- 5 sièges à pourvoir au conseil communautaire (CC des Rives du Haut Allier)

|                          | Philippe Molherat        |                          | 383   | 100,00 | 15 | 5 |  |  |
|                          |                          |                          |       |        |    |   |  |  |
| Votes valides            | Votes valides            | Votes valides            | 383   | 72,13  |    |   |  |  |
| Votes blancs             | Votes blancs             | Votes blancs             | 20    | 3,77   |    |   |  |  |
| Votes nuls               | Votes nuls               | Votes nuls               | 128   | 24,11  |    |   |  |  |
| Total                    | Total                    | Total                    | 531   | 100    | 15 | 5 |  |  |
| Abstention               | Abstention               | Abstention               | 708   | 57,14  |    |   |  |  |
| Inscrits / participation | Inscrits / participation | Inscrits / participation | 1 239 | 42,86  |    |   |  |  |

### Monistrol-sur-Loire
- Maire sortant : Jean-Paul Lyonnet
- 29 sièges à pourvoir au conseil municipal (population légale 2017 : 8 718 habitants)
- 11 sièges à pourvoir au conseil communautaire (CC Marches du Velay-Rochebaron)

|             | Jean-Paul Lyonnet, | DVD         | 1 780 | 57,85  | 23 | 9 |  |  |
|             | Robert Valour      | DVG         | 1 297 | 42,15  | 6  | 2 |  |  |
|             |                    |             |       |        |    |   |  |  |
| Inscrits    | Inscrits           | Inscrits    | 6 884 | 100,00 |    |   |  |  |
| Abstentions | Abstentions        | Abstentions | 3 662 | 53,20  |    |   |  |  |
| Votants     | Votants            | Votants     | 3 222 | 46,80  |    |   |  |  |
| Blancs      | Blancs             | Blancs      | 73    | 2,27   |    |   |  |  |
| Nuls        | Nuls               | Nuls        | 72    | 2,23   |    |   |  |  |
| Exprimés    | Exprimés           | Exprimés    | 3 077 | 95,50  |    |   |  |  |

### Montfaucon-en-Velay
- Maire sortant : Jean Fayard
- 15 sièges à pourvoir au conseil municipal (population légale 2017 : 1 202 habitants)
- 4 sièges à pourvoir au conseil communautaire (Haut Pays du Velay communauté)

|                          | François-Régis Saby      |                          | 331 | 100,00 | 15 | 4 |  |  |
|                          |                          |                          |     |        |    |   |  |  |
| Votes valides            | Votes valides            | Votes valides            | 331 | 82,75  |    |   |  |  |
| Votes blancs             | Votes blancs             | Votes blancs             | 23  | 5,75   |    |   |  |  |
| Votes nuls               | Votes nuls               | Votes nuls               | 46  | 11,50  |    |   |  |  |
| Total                    | Total                    | Total                    | 400 | 100    | 15 | 4 |  |  |
| Abstention               | Abstention               | Abstention               | 505 | 55,80  |    |   |  |  |
| Inscrits / participation | Inscrits / participation | Inscrits / participation | 905 | 44,20  |    |   |  |  |

### Polignac
- Maire sortant : Jean-Paul Vigouroux
- 23 sièges à pourvoir au conseil municipal (population légale 2017 : 2 814 habitants)
- 2 sièges à pourvoir au conseil communautaire (CA du Puy-en-Velay)

|                          | Jean-Paul Vigouroux ,    | DVD                      | 710   | 100,00 | 23 | 2 |  |  |
|                          |                          |                          |       |        |    |   |  |  |
| Votes valides            | Votes valides            | Votes valides            | 710   | 85,44  |    |   |  |  |
| Votes blancs             | Votes blancs             | Votes blancs             | 39    | 4,69   |    |   |  |  |
| Votes nuls               | Votes nuls               | Votes nuls               | 82    | 9,87   |    |   |  |  |
| Total                    | Total                    | Total                    | 831   | 100    | 23 | 2 |  |  |
| Abstention               | Abstention               | Abstention               | 1 562 | 65,27  |    |   |  |  |
| Inscrits / participation | Inscrits / participation | Inscrits / participation | 2 393 | 34,73  |    |   |  |  |

### Pont-Salomon
- Maire sortant : Laurent Coletto
- 19 sièges à pourvoir au conseil municipal (population légale 2017 : 2 019 habitants)
- 3 sièges à pourvoir au conseil communautaire (CC Loire et Semène)

|                          | Daniel Durieux           |                          | 395   | 72,34 | 17 | 3 |  |  |
|                          | Stéphanie Moreau         |                          | 151   | 27,65 | 2  | 0 |  |  |
|                          |                          |                          |       |       |    |   |  |  |
| Votes valides            | Votes valides            | Votes valides            | 546   | 95,79 |    |   |  |  |
| Votes blancs             | Votes blancs             | Votes blancs             | 9     | 1,58  |    |   |  |  |
| Votes nuls               | Votes nuls               | Votes nuls               | 15    | 2,63  |    |   |  |  |
| Total                    | Total                    | Total                    | 570   | 100   | 19 | 3 |  |  |
| Abstention               | Abstention               | Abstention               | 726   | 56,02 |    |   |  |  |
| Inscrits / participation | Inscrits / participation | Inscrits / participation | 1 296 | 43,98 |    |   |  |  |

### Retournac
- Maire sortant : Pierre Astor
- 23 sièges à pourvoir au conseil municipal (population légale 2017 : 2 929 habitants)
- 4 sièges à pourvoir au conseil communautaire (CC des Sucs)

| Tête de liste            | Tête de liste             | Liste                    | Premier tour | Premier tour | Second tour | Second tour | Sièges | Sièges |
| Tête de liste            | Tête de liste             | Liste                    | Voix         | %            | Voix        | %           | CM     | CC     |
| ------------------------ | ------------------------- | ------------------------ | ------------ | ------------ | ----------- | ----------- | ------ | ------ |
|                          | Patricia Goudard          |                          | 565          | 42,35        | 711         | 47,33       | 18     | 3      |
|                          | Pierre Astor              |                          | 496          | 37,18        | 569         | 37,88       | 4      | 1      |
|                          | Antoine-Gilbert Maleysson |                          | 273          | 20,46        | 222         | 14,78       | 1      | 0      |
|                          |                           |                          |              |              |             |             |        |        |
| Votes valides            | Votes valides             | Votes valides            | 1 334        | 97,44        | 1 502       | 98,36       |        |        |
| Votes blancs             | Votes blancs              | Votes blancs             | 10           | 0,73         | 12          | 0,79        |        |        |
| Votes nuls               | Votes nuls                | Votes nuls               | 25           | 1,83         | 13          | 0,85        |        |        |
| Total                    | Total                     | Total                    | 1 369        | 100          | 1 527       | 100         | 23     | 4      |
| Abstention               | Abstention                | Abstention               | 973          | 41,55        | 819         | 34,91       |        |        |
| Inscrits / participation | Inscrits / participation  | Inscrits / participation | 2 342        | 58,45        | 2 346       | 65,09       |        |        |

### Riotord
- Maire sortant : Guy Peyrard
- 15 sièges à pourvoir au conseil municipal (population légale 2017 : 1 174 habitants)
- 3 sièges à pourvoir au conseil communautaire (Haut Pays du Velay communauté)

|                          | Guy Peyrard              | DVD                      | 399 | 60,91 | 12 | 2 |  |  |
|                          | Hubert Celle             |                          | 256 | 39,08 | 3  | 1 |  |  |
|                          |                          |                          |     |       |    |   |  |  |
| Votes valides            | Votes valides            | Votes valides            | 655 | 96,18 |    |   |  |  |
| Votes blancs             | Votes blancs             | Votes blancs             | 16  | 2,35  |    |   |  |  |
| Votes nuls               | Votes nuls               | Votes nuls               | 10  | 1,47  |    |   |  |  |
| Total                    | Total                    | Total                    | 681 | 100   | 15 | 3 |  |  |
| Abstention               | Abstention               | Abstention               | 247 | 26,62 |    |   |  |  |
| Inscrits / participation | Inscrits / participation | Inscrits / participation | 928 | 73,38 |    |   |  |  |

### Rosières
- Maire sortant : Adrien Gouteyron
- 19 sièges à pourvoir au conseil municipal (population légale 2017 : 1 528 habitants)
- 1 sièges à pourvoir au conseil communautaire (CA du Puy-en-Velay)

|                          | Fanny Sabatier           |                          | 447   | 59,36 | 15 | 1 |  |  |
|                          | Serge Gidon              |                          | 306   | 40,63 | 4  | 0 |  |  |
|                          |                          |                          |       |       |    |   |  |  |
| Votes valides            | Votes valides            | Votes valides            | 753   | 97,04 |    |   |  |  |
| Votes blancs             | Votes blancs             | Votes blancs             | 2     | 0,26  |    |   |  |  |
| Votes nuls               | Votes nuls               | Votes nuls               | 21    | 2,71  |    |   |  |  |
| Total                    | Total                    | Total                    | 776   | 100   | 19 | 1 |  |  |
| Abstention               | Abstention               | Abstention               | 395   | 33,73 |    |   |  |  |
| Inscrits / participation | Inscrits / participation | Inscrits / participation | 1 171 | 66,27 |    |   |  |  |

### Saint-Didier-en-Velay
- Maire sortant : Madeleine Chabanolle
- 23 sièges à pourvoir au conseil municipal (population légale 2017 : 3 403 habitants)
- 5 sièges à pourvoir au conseil communautaire (CC Loire et Semène)

|                          | Emmanuel Salgado         |                          | 704   | 52,89 | 18 | 4 |  |  |
|                          | Madeleine Chabanolle     | DVG                      | 627   | 47,10 | 5  | 1 |  |  |
|                          |                          |                          |       |       |    |   |  |  |
| Votes valides            | Votes valides            | Votes valides            | 1 331 | 95,00 |    |   |  |  |
| Votes blancs             | Votes blancs             | Votes blancs             | 36    | 2,57  |    |   |  |  |
| Votes nuls               | Votes nuls               | Votes nuls               | 34    | 2,43  |    |   |  |  |
| Total                    | Total                    | Total                    | 1 401 | 100   | 23 | 5 |  |  |
| Abstention               | Abstention               | Abstention               | 1 284 | 47,82 |    |   |  |  |
| Inscrits / participation | Inscrits / participation | Inscrits / participation | 2 685 | 52,18 |    |   |  |  |

### Saint-Ferréol-d'Auroure
- Maire sortant : Jean-Paul Aulagnier
- 19 sièges à pourvoir au conseil municipal (population légale 2017 : 2 464 habitants)
- 4 sièges à pourvoir au conseil communautaire (CC Loire et Semène)

|                          | Roland Rivet             |                          | 419   | 100,00 | 19 | 4 |  |  |
|                          |                          |                          |       |        |    |   |  |  |
| Votes valides            | Votes valides            | Votes valides            | 419   | 82,48  |    |   |  |  |
| Votes blancs             | Votes blancs             | Votes blancs             | 54    | 10,63  |    |   |  |  |
| Votes nuls               | Votes nuls               | Votes nuls               | 35    | 6,89   |    |   |  |  |
| Total                    | Total                    | Total                    | 508   | 100    | 19 | 4 |  |  |
| Abstention               | Abstention               | Abstention               | 1 378 | 73,06  |    |   |  |  |
| Inscrits / participation | Inscrits / participation | Inscrits / participation | 1 886 | 26,94  |    |   |  |  |

### Saint-Germain-Laprade
- Maire sortant : André Cornu
- 27 sièges à pourvoir au conseil municipal (population légale 2017 : 3 634 habitants)
- 3 sièges à pourvoir au conseil communautaire (CA du Puy-en-Velay)

|             | André Cornu,       | DVG         | 1 042 | 71,66  | 24 | 3 |  |  |
|             | Alexandre Beaufort | DVC         | 412   | 28,33  | 3  |   |  |  |
|             |                    |             |       |        |    |   |  |  |
| Inscrits    | Inscrits           | Inscrits    | 2 897 | 100,00 |    |   |  |  |
| Abstentions | Abstentions        | Abstentions | 1 404 | 48,46  |    |   |  |  |
| Votants     | Votants            | Votants     | 1 493 | 51,54  |    |   |  |  |
| Blancs      | Blancs             | Blancs      | 22    | 1,47   |    |   |  |  |
| Nuls        | Nuls               | Nuls        | 17    | 1,14   |    |   |  |  |
| Exprimés    | Exprimés           | Exprimés    | 1 454 | 97,39  |    |   |  |  |

### Saint-Julien-Chapteuil
- Maire sortant : André Ferret
- 19 sièges à pourvoir au conseil municipal (population légale 2017 : 1 920 habitants)
- 6 sièges à pourvoir au conseil communautaire (CC Mézenc-Loire-Meygal)

|                          | André Ferret             | DVG                      | 504   | 100,00 | 19 | 6 |  |  |
|                          |                          |                          |       |        |    |   |  |  |
| Votes valides            | Votes valides            | Votes valides            | 504   | 82,22  |    |   |  |  |
| Votes blancs             | Votes blancs             | Votes blancs             | 33    | 5,38   |    |   |  |  |
| Votes nuls               | Votes nuls               | Votes nuls               | 76    | 12,40  |    |   |  |  |
| Total                    | Total                    | Total                    | 613   | 100    | 19 | 6 |  |  |
| Abstention               | Abstention               | Abstention               | 893   | 59,30  |    |   |  |  |
| Inscrits / participation | Inscrits / participation | Inscrits / participation | 1 506 | 40,70  |    |   |  |  |

### Saint-Just-Malmont
- Maire sortant : Frédéric Girodet
- 27 sièges à pourvoir au conseil municipal (population légale 2017 : 4 194 habitants)
- 7 sièges à pourvoir au conseil communautaire (CC Loire et Semène)

|             | Frédéric Girodet | DVD         | 884   | 100,00 | 27 | 7 |  |  |
|             |                  |             |       |        |    |   |  |  |
| Inscrits    | Inscrits         | Inscrits    | 3 172 | 100,00 |    |   |  |  |
| Abstentions | Abstentions      | Abstentions | 2 092 | 65,95  |    |   |  |  |
| Votants     | Votants          | Votants     | 1 080 | 34,05  |    |   |  |  |
| Blancs      | Blancs           | Blancs      | 109   | 10,09  |    |   |  |  |
| Nuls        | Nuls             | Nuls        | 87    | 8,06   |    |   |  |  |
| Exprimés    | Exprimés         | Exprimés    | 884   | 81,85  |    |   |  |  |

### Saint-Maurice-de-Lignon
- Maire sortant : Isabelle Servel
- 23 sièges à pourvoir au conseil municipal (population légale 2017 : 2 597 habitants)
- 4 sièges à pourvoir au conseil communautaire (CC des Sucs)

|                          | Alain Fournier           |                          | 635   | 75,77 | 21 | 4 |  |  |
|                          | Mickael Perroche         |                          | 203   | 24,22 | 2  | 0 |  |  |
|                          |                          |                          |       |       |    |   |  |  |
| Votes valides            | Votes valides            | Votes valides            | 838   | 93,11 |    |   |  |  |
| Votes blancs             | Votes blancs             | Votes blancs             | 27    | 3,00  |    |   |  |  |
| Votes nuls               | Votes nuls               | Votes nuls               | 35    | 3,89  |    |   |  |  |
| Total                    | Total                    | Total                    | 900   | 100   | 23 | 4 |  |  |
| Abstention               | Abstention               | Abstention               | 951   | 51,38 |    |   |  |  |
| Inscrits / participation | Inscrits / participation | Inscrits / participation | 1 851 | 48,62 |    |   |  |  |

### Saint-Pal-de-Chalencon
- Maire sortant : Pierre Brun
- 15 sièges à pourvoir au conseil municipal (population légale 2017 : 1 016 habitants)
- 2 sièges à pourvoir au conseil communautaire (CC Marches du Velay-Rochebaron)

|                          | Pierre Brun              | DVD                      | 312 | 52,97 | 12 | 2 |  |  |
|                          | Alain Boniface           |                          | 277 | 47,02 | 3  | 0 |  |  |
|                          |                          |                          |     |       |    |   |  |  |
| Votes valides            | Votes valides            | Votes valides            | 589 | 95,15 |    |   |  |  |
| Votes blancs             | Votes blancs             | Votes blancs             | 18  | 2,91  |    |   |  |  |
| Votes nuls               | Votes nuls               | Votes nuls               | 12  | 1,94  |    |   |  |  |
| Total                    | Total                    | Total                    | 619 | 100   | 15 | 2 |  |  |
| Abstention               | Abstention               | Abstention               | 299 | 32,57 |    |   |  |  |
| Inscrits / participation | Inscrits / participation | Inscrits / participation | 918 | 67,43 |    |   |  |  |

### Saint-Pal-de-Mons
- Maire sortant : Patrick Riffard
- 19 sièges à pourvoir au conseil municipal (population légale 2017 : 2 281 habitants)
- 3 sièges à pourvoir au conseil communautaire (CC Marches du Velay-Rochebaron)

|                          | Patrick Riffard          | DVD                      | 700   | 70,63 | 17 | 3 |  |  |
|                          | Gilles Barallon          |                          | 291   | 29,36 | 2  | 0 |  |  |
|                          |                          |                          |       |       |    |   |  |  |
| Votes valides            | Votes valides            | Votes valides            | 991   | 96,49 |    |   |  |  |
| Votes blancs             | Votes blancs             | Votes blancs             | 19    | 1,85  |    |   |  |  |
| Votes nuls               | Votes nuls               | Votes nuls               | 17    | 1,66  |    |   |  |  |
| Total                    | Total                    | Total                    | 1 027 | 100   | 19 | 3 |  |  |
| Abstention               | Abstention               | Abstention               | 644   | 38,54 |    |   |  |  |
| Inscrits / participation | Inscrits / participation | Inscrits / participation | 1 671 | 61,46 |    |   |  |  |

### Saint-Paulien
- Maire sortant : Denis Eymard
- 19 sièges à pourvoir au conseil municipal (population légale 2017 : 2 416 habitants)
- 2 sièges à pourvoir au conseil communautaire (CA du Puy-en-Velay)

|                          | Marie-Pierre Vincent     |                          | 650   | 65,92 | 16 | 2 |  |  |
|                          | Louis Lantheaume         |                          | 336   | 34,07 | 3  | 0 |  |  |
|                          |                          |                          |       |       |    |   |  |  |
| Votes valides            | Votes valides            | Votes valides            | 986   | 94,81 |    |   |  |  |
| Votes blancs             | Votes blancs             | Votes blancs             | 17    | 1,63  |    |   |  |  |
| Votes nuls               | Votes nuls               | Votes nuls               | 37    | 3,56  |    |   |  |  |
| Total                    | Total                    | Total                    | 1 040 | 100   | 19 | 2 |  |  |
| Abstention               | Abstention               | Abstention               | 673   | 39,29 |    |   |  |  |
| Inscrits / participation | Inscrits / participation | Inscrits / participation | 1 713 | 60,71 |    |   |  |  |

### Saint-Pierre-Eynac
- Maire sortant : Raymond Abrial
- 15 sièges à pourvoir au conseil municipal (population légale 2017 : 1 147 habitants)
- 3 sièges à pourvoir au conseil communautaire (CC Mézenc-Loire-Meygal)

|                          | Raymond Abrial           | DVG                      | 339 | 100,00 | 15 | 3 |  |  |
|                          |                          |                          |     |        |    |   |  |  |
| Votes valides            | Votes valides            | Votes valides            | 339 | 88,98  |    |   |  |  |
| Votes blancs             | Votes blancs             | Votes blancs             | 13  | 3,41   |    |   |  |  |
| Votes nuls               | Votes nuls               | Votes nuls               | 29  | 7,61   |    |   |  |  |
| Total                    | Total                    | Total                    | 381 | 100    | 15 | 3 |  |  |
| Abstention               | Abstention               | Abstention               | 514 | 57,43  |    |   |  |  |
| Inscrits / participation | Inscrits / participation | Inscrits / participation | 895 | 42,57  |    |   |  |  |

### Saint-Romain-Lachalm
- Maire sortant : Jean-Michel Poinas
- 15 sièges à pourvoir au conseil municipal (population légale 2017 : 1 093 habitants)
- 3 sièges à pourvoir au conseil communautaire (Haut Pays du Velay communauté)

|                          | Jean-Michel Poinas       | DVD                      | 323 | 100,00 | 15 | 3 |  |  |
|                          |                          |                          |     |        |    |   |  |  |
| Votes valides            | Votes valides            | Votes valides            | 323 | 84,78  |    |   |  |  |
| Votes blancs             | Votes blancs             | Votes blancs             | 19  | 4,99   |    |   |  |  |
| Votes nuls               | Votes nuls               | Votes nuls               | 39  | 10,24  |    |   |  |  |
| Total                    | Total                    | Total                    | 381 | 100    | 15 | 3 |  |  |
| Abstention               | Abstention               | Abstention               | 521 | 57,76  |    |   |  |  |
| Inscrits / participation | Inscrits / participation | Inscrits / participation | 902 | 42,24  |    |   |  |  |

### Saint-Vincent
- Maire sortant : Jean-Benoît Girodet
- 15 sièges à pourvoir au conseil municipal (population légale 2017 : 1 012 habitants)
- 1 siège à pourvoir au conseil communautaire (CA du Puy-en-Velay)

|                          | Jean-Benoît Girodet      |                          | 362 | 62,95 | 13 | 1 |  |  |
|                          | Marc Gayt                |                          | 213 | 37,04 | 2  | 0 |  |  |
|                          |                          |                          |     |       |    |   |  |  |
| Votes valides            | Votes valides            | Votes valides            | 575 | 95,99 |    |   |  |  |
| Votes blancs             | Votes blancs             | Votes blancs             | 11  | 1,84  |    |   |  |  |
| Votes nuls               | Votes nuls               | Votes nuls               | 13  | 2,17  |    |   |  |  |
| Total                    | Total                    | Total                    | 599 | 100   | 15 | 1 |  |  |
| Abstention               | Abstention               | Abstention               | 280 | 31,85 |    |   |  |  |
| Inscrits / participation | Inscrits / participation | Inscrits / participation | 879 | 68,15 |    |   |  |  |

### Sainte-Florine
- Maire sortant : Nicole Chassin
- 23 sièges à pourvoir au conseil municipal (population légale 2017 : 3 154 habitants)
- 9 sièges à pourvoir au conseil communautaire (CC Auzon Communauté)

|                          | Raymond Fouret           |                          | 677   | 100,00 | 23 | 9 |  |  |
|                          |                          |                          |       |        |    |   |  |  |
| Votes valides            | Votes valides            | Votes valides            | 677   | 86,46  |    |   |  |  |
| Votes blancs             | Votes blancs             | Votes blancs             | 11    | 1,40   |    |   |  |  |
| Votes nuls               | Votes nuls               | Votes nuls               | 95    | 12,13  |    |   |  |  |
| Total                    | Total                    | Total                    | 783   | 100    | 23 | 9 |  |  |
| Abstention               | Abstention               | Abstention               | 1 504 | 65,76  |    |   |  |  |
| Inscrits / participation | Inscrits / participation | Inscrits / participation | 2 287 | 34,24  |    |   |  |  |

### Sainte-Sigolène
- Maire sortant : Dominique Freyssenet (DVD)
- 29 sièges à pourvoir au conseil municipal (population légale 2017 : 5 959 habitants)
- 8 sièges à pourvoir au conseil communautaire (CC Marches du Velay-Rochebaron)

|             | Dominique Freyssenet | DVD         | 836   | 100,00 | 23 | 8 |  |  |
|             |                      |             |       |        |    |   |  |  |
| Inscrits    | Inscrits             | Inscrits    | 4 347 | 100,00 |    |   |  |  |
| Abstentions | Abstentions          | Abstentions | 3 298 | 75,87  |    |   |  |  |
| Votants     | Votants              | Votants     | 1 089 | 24,13  |    |   |  |  |
| Blancs      | Blancs               | Blancs      | 84    | 8,01   |    |   |  |  |
| Nuls        | Nuls                 | Nuls        | 129   | 12,30  |    |   |  |  |
| Exprimés    | Exprimés             | Exprimés    | 836   | 79,69  |    |   |  |  |

### Sanssac-l'Église
- Maire sortant : Gilbert Peyret
- 15 sièges à pourvoir au conseil municipal (population légale 2017 : 1 116 habitants)
- 1 siège à pourvoir au conseil communautaire (CA du Puy-en-Velay)

|                          | Jean-Yves Beraud         |                          | 271 | 53,45 | 12 | 1 |  |  |
|                          | Stéphane Guilhot         |                          | 236 | 46,54 | 3  | 0 |  |  |
|                          |                          |                          |     |       |    |   |  |  |
| Votes valides            | Votes valides            | Votes valides            | 507 | 93,89 |    |   |  |  |
| Votes blancs             | Votes blancs             | Votes blancs             | 13  | 2,41  |    |   |  |  |
| Votes nuls               | Votes nuls               | Votes nuls               | 20  | 3,70  |    |   |  |  |
| Total                    | Total                    | Total                    | 540 | 100   | 15 | 1 |  |  |
| Abstention               | Abstention               | Abstention               | 337 | 38,43 |    |   |  |  |
| Inscrits / participation | Inscrits / participation | Inscrits / participation | 877 | 61,57 |    |   |  |  |

### Saugues
- Maire sortant : Michel Brun
- 19 sièges à pourvoir au conseil municipal (population légale 2017 : 1 736 habitants)
- 6 sièges à pourvoir au conseil communautaire (CC des Rives du Haut Allier)

|                          | Joël Plantin             | DVD                      | 673   | 61,01 | 16 | 6 |  |  |
|                          | Michel Brun              | DVD                      | 430   | 38,98 | 3  | 0 |  |  |
|                          |                          |                          |       |       |    |   |  |  |
| Votes valides            | Votes valides            | Votes valides            | 1 103 | 98,31 |    |   |  |  |
| Votes blancs             | Votes blancs             | Votes blancs             | 6     | 0,53  |    |   |  |  |
| Votes nuls               | Votes nuls               | Votes nuls               | 13    | 1,16  |    |   |  |  |
| Total                    | Total                    | Total                    | 1 122 | 100   | 19 | 6 |  |  |
| Abstention               | Abstention               | Abstention               | 332   | 22,83 |    |   |  |  |
| Inscrits / participation | Inscrits / participation | Inscrits / participation | 1 454 | 77,17 |    |   |  |  |

### Solignac-sur-Loire
- Maire sortant : Bernard Bonnal
- 15 sièges à pourvoir au conseil municipal (population légale 2017 : 1 270 habitants)
- 1 siège à pourvoir au conseil communautaire (CA du Puy-en-Velay)

|                          | Olivier Teyssier         |                          | 429 | 60,16 | 12 | 1 |  |  |
|                          | Isabelle Credaro-Provins |                          | 284 | 39,83 | 3  | 0 |  |  |
|                          |                          |                          |     |       |    |   |  |  |
| Votes valides            | Votes valides            | Votes valides            | 713 | 96,88 |    |   |  |  |
| Votes blancs             | Votes blancs             | Votes blancs             | 8   | 1,09  |    |   |  |  |
| Votes nuls               | Votes nuls               | Votes nuls               | 15  | 2,04  |    |   |  |  |
| Total                    | Total                    | Total                    | 736 | 100   | 15 | 1 |  |  |
| Abstention               | Abstention               | Abstention               | 256 | 25,81 |    |   |  |  |
| Inscrits / participation | Inscrits / participation | Inscrits / participation | 992 | 74,19 |    |   |  |  |

### Tence
- Maire sortant : Brigitte Renaud
- 23 sièges à pourvoir au conseil municipal (population légale 2017 : 3 098 habitants)
- 9 sièges à pourvoir au conseil communautaire (CC du Haut-Lignon)

|                          | David Salque-Pradier     | SE                       | 1 071 | 67,95 | 20 | 8 |  |  |
|                          | Brigitte Renaud,         | DVD                      | 505   | 32,04 | 3  | 1 |  |  |
|                          |                          |                          |       |       |    |   |  |  |
| Votes valides            | Votes valides            | Votes valides            | 1 576 | 97,77 |    |   |  |  |
| Votes blancs             | Votes blancs             | Votes blancs             | 20    | 1,24  |    |   |  |  |
| Votes nuls               | Votes nuls               | Votes nuls               | 16    | 0,99  |    |   |  |  |
| Total                    | Total                    | Total                    | 1 612 | 100   | 23 | 9 |  |  |
| Abstention               | Abstention               | Abstention               | 927   | 36,51 |    |   |  |  |
| Inscrits / participation | Inscrits / participation | Inscrits / participation | 2 539 | 63,49 |    |   |  |  |

### Vals-près-le-Puy
- Maire sortant : Alain Royet
- 23 sièges à pourvoir au conseil municipal (population légale 2017 : 3 396 habitants)
- 2 sièges à pourvoir au conseil communautaire (CA du Puy-en-Velay)

|             | Laurent Bernard |             | 745   | 65,87  | 19 | 2 |  |  |
|             | Alain Royet     | DVG         | 386   | 34,12  | 4  | 0 |  |  |
|             |                 |             |       |        |    |   |  |  |
| Inscrits    | Inscrits        | Inscrits    | 2 413 | 100,00 |    |   |  |  |
| Abstentions | Abstentions     | Abstentions | 1 243 | 51,51  |    |   |  |  |
| Votants     | Votants         | Votants     | 1 170 | 48,49  |    |   |  |  |
| Blancs      | Blancs          | Blancs      | 21    | 1,79   |    |   |  |  |
| Nuls        | Nuls            | Nuls        | 18    | 1,54   |    |   |  |  |
| Exprimés    | Exprimés        | Exprimés    | 1 131 | 96,67  |    |   |  |  |

### Vergongheon
- Maire sortant : Jean-Paul Pastourel
- 19 sièges à pourvoir au conseil municipal (population légale 2017 : 1 851 habitants)
- 6 sièges à pourvoir au conseil communautaire (CC Auzon Communauté)

|                          | Jean-Paul Pastourel      | DVG                      | 389   | 100,00 | 19 | 6 |  |  |
|                          |                          |                          |       |        |    |   |  |  |
| Votes valides            | Votes valides            | Votes valides            | 389   | 86,06  |    |   |  |  |
| Votes blancs             | Votes blancs             | Votes blancs             | 18    | 3,98   |    |   |  |  |
| Votes nuls               | Votes nuls               | Votes nuls               | 45    | 9,96   |    |   |  |  |
| Total                    | Total                    | Total                    | 452   | 100    | 19 | 6 |  |  |
| Abstention               | Abstention               | Abstention               | 871   | 65,84  |    |   |  |  |
| Inscrits / participation | Inscrits / participation | Inscrits / participation | 1 323 | 34,16  |    |   |  |  |

### Vieille-Brioude
- Maire sortant : Christelle Baylot
- 15 sièges à pourvoir au conseil municipal (population légale 2017 : 1 194 habitants)
- 2 sièges à pourvoir au conseil communautaire (CC Brioude Sud Auvergne)

|                          | Roland-Pierre Chareyron  |                          | 444 | 71,61 | 13 | 2 |  |  |
|                          | André Chapaveire         |                          | 176 | 28,38 | 2  | 0 |  |  |
|                          |                          |                          |     |       |    |   |  |  |
| Votes valides            | Votes valides            | Votes valides            | 620 | 95,98 |    |   |  |  |
| Votes blancs             | Votes blancs             | Votes blancs             | 14  | 2,17  |    |   |  |  |
| Votes nuls               | Votes nuls               | Votes nuls               | 12  | 1,86  |    |   |  |  |
| Total                    | Total                    | Total                    | 646 | 100   | 15 | 2 |  |  |
| Abstention               | Abstention               | Abstention               | 349 | 35,08 |    |   |  |  |
| Inscrits / participation | Inscrits / participation | Inscrits / participation | 995 | 64,92 |    |   |  |  |

### Vorey
- Maire sortant : Cécile Gallien
- 15 sièges à pourvoir au conseil municipal (population légale 2017 : 1 447 habitants)
- 1 siège à pourvoir au conseil communautaire (CA du Puy-en-Velay)

|             | Cécile Gallien  | DVC         | 424   | 54,78  | 12 | 1 |  |  |
|             | Gilles Collange | SE          | 350   | 45,21  | 3  | 0 |  |  |
|             |                 |             |       |        |    |   |  |  |
| Inscrits    | Inscrits        | Inscrits    | 1 176 | 100,00 |    |   |  |  |
| Abstentions | Abstentions     | Abstentions | 381   | 32,40  |    |   |  |  |
| Votants     | Votants         | Votants     | 795   | 67,60  |    |   |  |  |
| Blancs      | Blancs          | Blancs      | 10    | 1,26   |    |   |  |  |
| Nuls        | Nuls            | Nuls        | 11    | 1,38   |    |   |  |  |
| Exprimés    | Exprimés        | Exprimés    | 774   | 97,36  |    |   |  |  |

### Yssingeaux
- Maire sortant : Bernard Gallot (DVD)
- 29 sièges à pourvoir au conseil municipal (population légale 2017 : 7 202 habitants)
- 10 sièges à pourvoir au conseil communautaire (CC des Sucs)

|             | Pierre Liogier | DVC         | 1 449 | 53,02  | 22 | 8 |  |  |
|             | Bernard Gallot | LR          | 1 284 | 46,98  | 7  | 2 |  |  |
|             |                |             |       |        |    |   |  |  |
| Inscrits    | Inscrits       | Inscrits    | 5 604 | 100,00 |    |   |  |  |
| Abstentions | Abstentions    | Abstentions | 2 780 | 49,61  |    |   |  |  |
| Votants     | Votants        | Votants     | 2 824 | 50,39  |    |   |  |  |
| Blancs      | Blancs         | Blancs      | 35    | 1,24   |    |   |  |  |
| Nuls        | Nuls           | Nuls        | 56    | 1,98   |    |   |  |  |
| Exprimés    | Exprimés       | Exprimés    | 2 733 | 96,78  |    |   |  |  |